# 藤原新平
藤原 新平（ふじわら しんぺい、1928年6月30日 - 2023年12月17日）は、文学座所属の演出家。兵庫県ピッコロシアター客員演出家。『日本演出者協会』所属（2023年8月27日現在）。

## 生涯
東京都出身。早稲田大学政治経済学部中退。芸術省招聘によりポーランド留学、文化庁派遣研修員としてアイルランド留学。
1964年に文学座の演出部座員となり、アトリエ公演・本公演と1967年上演『カンガルー』（作：別役実）以降、約50年にわたって、別役実が文学座に書き下ろしたほぼ全作品の演出を手がけた。
1979年（1978年度）、『海ゆかば水漬く屍』で第13回「紀伊國屋演劇賞個人賞」を受賞。他の主な演出作品として、1977年『にしむくさむらい』（作：別役実）、1995年『野分立つ』（作：川﨑照代）など。
2023年12月17日14時5分、老衰のため東京都の病院で死去。95歳没。